# 蒙泰伊 (加尔省)
蒙泰伊（法語：Monteils，法語發音：[mɔ̃tɛj]）是法国加尔省的一个市镇，属于阿莱斯区。

## 地理
蒙泰伊（44°5'21"N, 4°10'53"E）面积6.98 平方千米，位于法国奧克西塔尼大區加尔省，该省份为法国南部沿海省份，南端濒地中海，北起顺时针与阿尔代什省、沃克吕兹省、罗讷河口省、埃罗省、阿韦龙省和洛泽尔省接壤。
与蒙泰伊接壤的市镇（或旧市镇、城区）包括：多镇、梅雅讷莱萨莱斯、蒙斯、圣艾蒂安德洛尔姆、圣伊波利特德卡通、圣瑞斯特和瓦基耶尔。

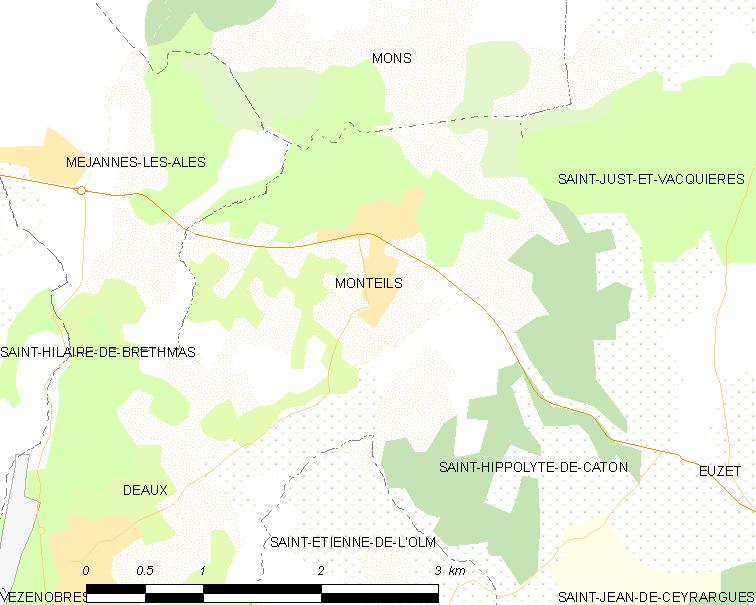
的OSM定位图

蒙泰伊的时区为UTC+01:00、UTC+02:00（夏令时）。

## 行政
蒙泰伊的邮政编码为30360，INSEE市镇编码为30177。

## 政治
蒙泰伊所属的省级选区为阿莱斯第三县。

## 人口

1962-2008年间人口变化图示

蒙泰伊于2022年1月1日时的人口数量为677人。